# 达尔尼察河
50°25′0″N 30°35′36″E / 50.41667°N 30.59333°E
達爾尼察河（烏克蘭語：Дарниця），是烏克蘭的河流，位於該國中部，發源自克尼亞日奇，流經基輔州，河道全長21.1公里，流域面積133平方公里，最大流量每秒15.7立方米。